# 鈴木良徳
鈴木 良徳（すずき よしのり、1902年1月25日 - 1991年9月14日）は、日本の陸上競技指導者。JOC名誉委員、日本陸連元理事長。栃木県出身。

## 経歴
郁文館中学校、旧制松本高等学校文科乙類を経て、九州帝国大学農学部農業化学科卒業、1926年同大学法文学部中退。1932年、日本陸連の役員となり、1960年ローマ五輪の陸上競技総監督などを務め、同年日本陸連理事長。1969年日本体育協会アマチュア委員長に就任し、「アマチュア規定」制定に尽力したほか、1964年東京五輪組織委競技交通警備特別委員、ユニバーシアード組織委総務委員、第8回・第14回国際オリンピックアカデミー調査員、札幌冬季五輪式典委員、体協理事、COJO・JOC合同委員長などを歴任。1970年より陸運審議委員。またこの間、大日本特許肥料大阪工場長や、慶應義塾大学講師等も務めた。

## 著作
- 「アマチュア200年」
- 「オリンピック史」
- 「オリンピック外史」
- 「記録をうちたてた人々」
- 「現代農業史」
- 「時刻表マニア」

## 栄誉
- 産経児童出版文化賞（1966年）
- 藍綬褒章（1967年）
- 勲三等瑞宝章（1973年）
- 朝日体育賞（1978年）
- オリンピック・オーダー銅章（1978年）

## 人物
- 春日良一によれば[注釈 1]、1980年代のJOC上層部には「アマチュアイズムの権化」のような人物がまだ多くおり、「オリンピック博士」と呼ばれた鈴木はその代表的な人物であった。鈴木はオリンピックシンボルの商業的利用に断固反対の立場で、IOC会長（フアン・アントニオ・サマランチ）にも「ガンガン文句を言っていました」という[1]。